# 建春門院伯耆
建春門院伯耆（けんしゅんもんいんのほうき、生没年不詳）は、鎌倉時代初期の女流歌人。近江守卜部基仲の娘。神祇伯仲資王の妻。業資王・資宗王の母。内裏伯耆（だいりのほうき）とも呼ばれた。

## 経歴
高倉天皇の生母である建春門院平滋子に出仕、後に土御門天皇の内裏女房。また、斎宮の乳母を務めたという。後鳥羽院歌壇で歌合に参加している。

## 逸話
- 1205年（元久2年）正月19日の朝覲行幸において、後鳥羽院によって琵琶の秘曲が演奏された[* 2]ことが、朝廷内での一大ニュースとなった。これについて、土御門天皇方を代表して伯耆が、後鳥羽院方を代表して下野が、歌の応酬をしている。

- 1210年（承元4年）正月頃の早朝、藤原定家が内裏の八重桜の一枝を切って持ち帰ったのを、蔵人達が見ていた。その話を聞いた土御門天皇が、伯耆に歌で定家に「見たぞ」と言ってやれと命じた。

## 作品
定数歌・歌合
| 名称           | 時期                     | 作者名表記 | 備考                        |
| -------------- | ------------------------ | ---------- | --------------------------- |
| 石清水若宮歌合 | 1200年（正治2年）        | 内裏伯耆   | 西園寺公経と番い勝1持3無判1 |
| 仙洞影供歌合   | 1202年（建仁2年）5月26日 | 女房伯耆   | 藤原隆房と番い負1持2        |

私家集
- 家集は伝存しない。